# 崔勇進
崔 勇進（チェ・ヨンジン、최용진、1911年 - 1998年）は朝鮮民主主義人民共和国（北朝鮮）の軍人、政治家。満州派に所属。崔庸鎮、崔用珍とも表記される。

## 経歴
1911年、咸鏡北道に生まれる。1928年、平壌第二中学校卒業。満州の抗日パルチザンに参加。1936年11月、東北抗日連軍第7軍第1師第1団団長。1939年、第2路軍第2支隊教導大隊長。1940年4月、第2路軍第2支隊第3大隊長。1941年、第2路軍第2支隊第1大隊長。日本軍の討伐を逃れてソ連領に入り1944年2月に第88旅団第1大隊第1中隊長・上尉。
1945年9月19日、第88旅団隊員がソ連軍船のプガチョフ号に乗船して元山港に入港したが、それまで崔が引率者であった。帰国直後、金日成が隊員たちに「人々が金日成の年齢や人相を聞くかもしれないが、我々も会ったことがないから知らないと答えるように」と指示すると、崔は「もう天下を取ったつもりでいる」と吐き出すように言ったという。
終戦後に帰国し、北朝鮮軍の創設に参加。1946年7月、中央保安幹部学校軍事副校長。1946年12月、第2師団第5連隊長（大佐）。1948年9月、第1師団第2連隊長。同年12月、第一中央軍官学校校長。1950年3月、第13師団長。
朝鮮戦争が勃発すると南侵に参加。洛東江攻防戦の際、師団参謀長の李学九総佐と口論になり、銃撃されて負傷したともいう。1950年10月、第6軍団長。1952年5月に第5軍団長、1955年10月より第2軍団長を歴任。
1956年4月、労働党中央委員会委員候補（第3回党大会）。
1958年6月、第2集団軍司令官。同年、空軍司令官。
1960年、民族保衛省副相。
1961年9月、労働党中央委員会委員（第4回党大会）
1962年、水産相。
1964年2月、交通運輸相。同年7月、内閣副首相。
1970年11月、労働党中央委員会委員（第5回党大会）。
1980年10月、労働党中央委員会委員(第6回党大会)。

## 人物
崔勇進の正規教育は限られており、韓国語をゆっくり読み、多くの漢字を知らない。韓国語はわずかなアクセントで話し、ロシア語と中国語は流暢に話した。
恐ろしく短気であり無口で気難しい男で、身体的に活発であった。複雑な問題を対処することができず、最高司令部に不向きであった。
歩兵戦術は相当優れていたが、砲兵やその他の支援については知らなかった。
兪成哲によれば、性格は過激であり、同じくパルチザンだった父が日本に捕まって転向したという理由で、パルチザン裁判で銃殺を宣告されると、自ら父を射殺したという。
許真は、父親を処刑した件について「父子間の思想的対立、政見の差異による不和、絶縁などは歴史の中によく見つけられることである。しかし自分の父母の生命を絶つことのできる人間は、1世紀に1人いるかいないかの程度であろう。」と評している。
朝鮮戦争までに、第88旅団で崔より階級の低かった金光侠、柳京洙、兪成哲などが彼を飛び越えて要職に就いたのに対して、崔が二級師団の師団長止まりであったのは、金日成の顰蹙を買ったためだと言われている。
第13師団督戦隊長だった崔東晧によれば、非常に荒々しい気性で作戦が進まないのは参謀長の李学九総佐の作戦指揮が拙いからだと難詰していた。
呂政によると、女道楽の激しい人物だった。第5軍団長だった1953年初め、司令官宿舎に若い女性軍人が配属されたが、この女性が性的虐待に耐え切れず、直属上官の野戦病院政治副院長に哀訴した。報告を受けた軍事委員の金剛は、崔勇進にその女性を原隊に戻すように言ったが、崔勇進は、床上手だから手放すくらいなら批判を受けた方がましだと答えた。
朝鮮戦争停戦後に咸興で第5軍団と第2軍団でサッカーの試合をしたときに、第5軍団が勝ちだすと審判に悪口雑言を浴びせ、時間があまり残っておらず形勢挽回のチャンスが無くなると、グラウンドに駆けだし審判にボールを蹴りつけた。